# Nikolái Ilyin
Nikolai Yákovlevich Ilyin (en ruso: Николай Яковлевич Ильин; Chornújine, 25 de junio de 1922 - Yastrebovo, 4 de agosto de 1943) fue un francotirador soviético que combatió en las filas del Ejército Rojo durante la Segunda Guerra Mundial. Fue galardonado con el título de Héroe de la Unión Soviética el 8 de febrero de 1943 por sus primeras 216 muertes; cuando murió en acción más tarde ese mismo año, su cuenta había alcanzado las 494.

## Biografía
Ilyin nació el 22 de junio de 1922 en el seno de una familia rusa en la pequeña localidad rural de Chornújine —actualmente situada en el óblast de Lugansk en Ucrania—. Después de graduarse de la escuela secundaria, trabajó como mecánico en el depósito de Debaltsevo-Sortirovochny en el Dombás.

Se alistó en el Ejército Rojo en 1941, poco después del inicio de la invasión alemana de la Unión Soviética, y comenzó como ametrallador antes de perfeccionar sus habilidades como francotirador. Luchó en la intensa batalla de Stalingrado y llegó a ser comisario político adjunto del 50.º Regimiento de Fusileros de la Guardia. Demostró ser un francotirador hábil, abatiendo a 95 enemigos en apenas once días de batalla. Por lo que recibió su primera condecoración militar, la Orden de la Bandera Roja, el 29 de septiembre de 1942, y el 8 de febrero de 1943 se le concedió el título de Héroe de la Unión Soviética por abatir a un total de 216 nazis, incluyendo a 95 que mató en el transcurso de once días. Por su labor como francotirador, recibió un fusil de francotirador personalizado en honor al poeta y Héroe de la Unión Soviética Jusen Andrújayev.
El 4 de agosto de 1943, Ilyin murió por una ráfaga de disparos de ametralladora cerca de la ciudad de Yastrebovo, en las afueras de Bélgorod. En el momento de su muerte había eliminado a un total de 494 soldados y oficiales enemigos, convirtiéndose en uno de los mejores francotiradores de la Segunda Guerra Mundial. Su rifle de francotirador personal fue entregado al francotirador Afanasi Gordienko. Fue enterrado en Nikolskoye en el actual óblast de Bélgorod.

## Condecoraciones
|  | Héroe de la Unión Soviética (8 de febrero de 1943)  |
|  | Orden de Lenin (8 de febrero de 1943)               |
|  | Orden de la Bandera Roja (29 de septiembre de 1942) |
|  | Medalla por la Defensa de Stalingrado               |